# Заозёрная (Варгашинский район)
Заозёрная — деревня в Варгашинском районе Курганской области. Входит в состав Уральского сельсовета.

## География
Деревня расположена на северо-восточном берегу озера Нюхалово, в 48 км к северу от пгт Варгаши.

## Историческая справка
Крестьянин Борис Лукин Сутягин основал в 1770 году д. Нюхалово. В 1782 году население д. Нюхалово составило 88 чел. душ мужского пола и 86 чел. душ женского пола. Деревня входила в Марайскую волость Курганского уезда Тобольской губернии. В духовном отношении деревня входила в приход храма во имя Богоявления Господня, расположенного в селе Марайское. По данным переписи 1926 года в д. Нюхалова Марайского сельсовета Марайского района Курганского округа Уральской области проживало 646 чел., в том числе русских 646 чел. (295 чел. мужского пола и 351 чел. женского пола). Решением Курганского облисполкома № 185 от 26 апреля 1956 года д. Нюхалова перечислена из Марайского сельсовета в состав Уральского сельсовета.
В 1964 г. Указом Президиума ВС РСФСР деревня Нюхалова переименована в Заозерная.

## Население
| 1782 | 1795 | 1816 | 1850 | 1858 | 1868 | 1893 |
| ---- | ---- | ---- | ---- | ---- | ---- | ---- |
| 174  | ↗220 | ↗305 | ↗502 | ↘421 | ↘413 | ↗514 |
| 1912 | 1926 | 1989 | 2002 | 2004 | 2010 |      |
| ↗711 | ↘646 | ↘123 | ↘102 | ↘96  | ↘77  |      |

### Национальный состав
- По переписи населения 2002 года проживало 102 человека, из них русские — 98 %.

## Инфраструктура
Личное подсобное хозяйство.

## Транспорт
Деревня доступна автотранспортом. 